# Индивидуация
Индивидуацията (на лат. principium individuationis) е концепция, която се появява в редица полета и може да бъде срещната в работи от Джилберт Симондон, Бернард Стиглер, Жил Дельоз, Анри Бергсон, Дейвид Бом и Мануел де Ланда. В основен смисъл, това име е дадено на процеси, посредством които недиференцираните склонности стават индивидуални или на тези процеси, чрез които диференцираните компонентни склонности се превръщат в по-неделимо цяло.
В Аналитичната психология индивидуацията е процес на психологическо разграничаване, имайки за своя цел развитието на индивидуалната личност. "Основно, това е процес, чрез който индивидуалните същества се формират и диференцират; по-подробно, това е развитието на психологическата индивидуалност, бидейки като такава, е различна от основната, колективна психология."